# Podoko
Les Podoko (parfois Podokwo) sont un peuple qui habite l'extrême-Nord du Cameroun dans la région de Mora. 

## Description

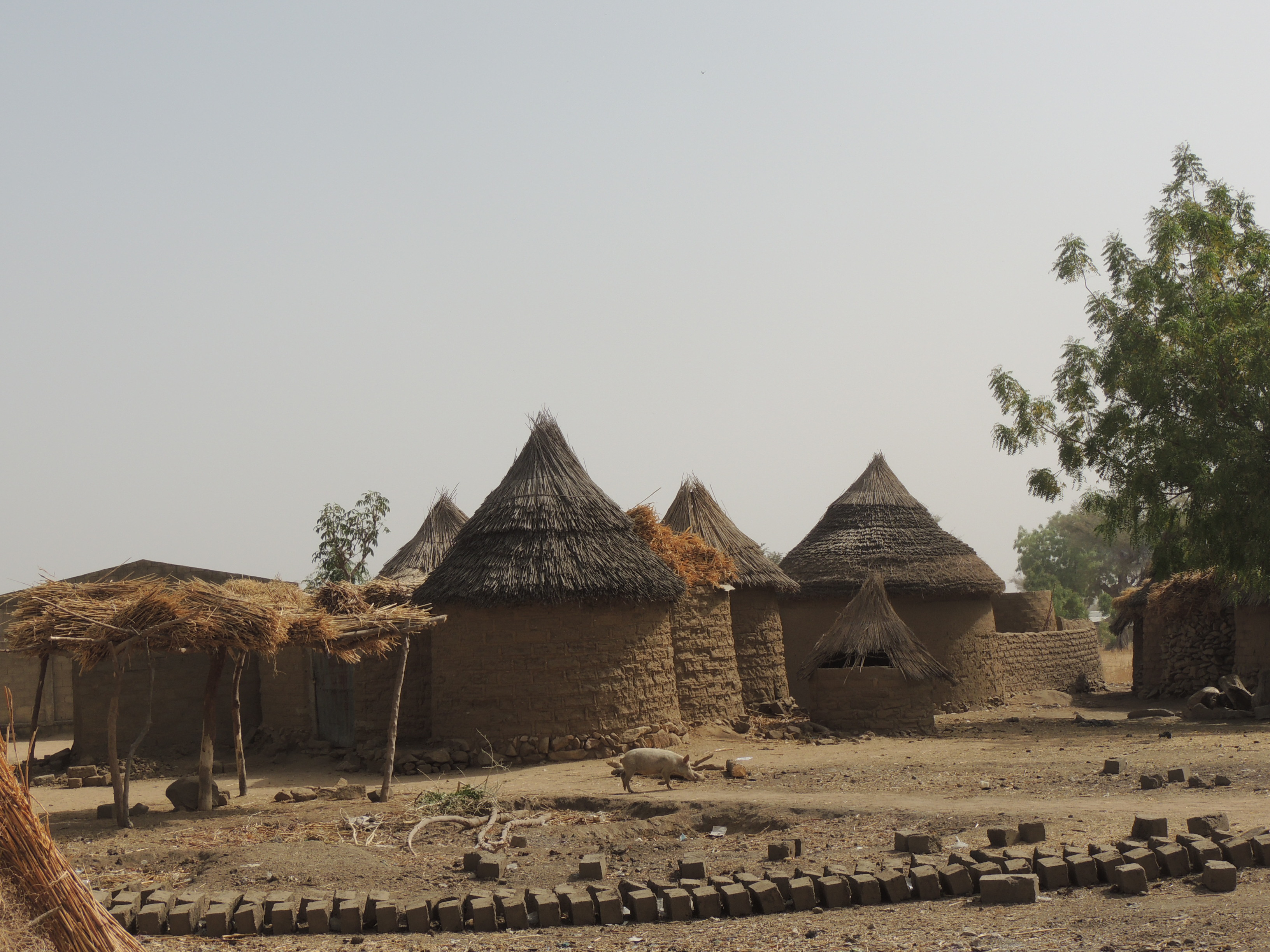
Saré du chef de Makoulayé.

Parlant le podoko ou parkwa, une langue tchadique du grand ensemble Mandara, ce peuple d'environ 60 000 membres est le plus important du groupe Mandara. Les Podoko sont administrativement répartis en trois grands cantons: Podoko-Nord, Podoko-Centre, et Podoko-Sud. 
Ils sont sous la direction des différents chefs traditionnels dont le plus important est Mozogo Daoka du canton Podoko-Sud. Par ailleurs, d'autres chefs comme celui de Tala Dabara sont très respectés pour leurs rôles plutôt religieux.
Les principaux villages sont : Godigong, Oudjila, Namba, Dakwada, Méjè, Makoulayé, Kassa, Tala Dabara, Biwana, Ouzlegaya, Naïssa, Fika, Ouvada, Dizla et Slalawa-Zadava.
On retrouvera plus de 4 000 d'entre eux à Yaoundé, la capitale du Cameroun, où ils travaillent le plus souvent dans les métiers du gardiennage et le petit commerce.

## Oudjila

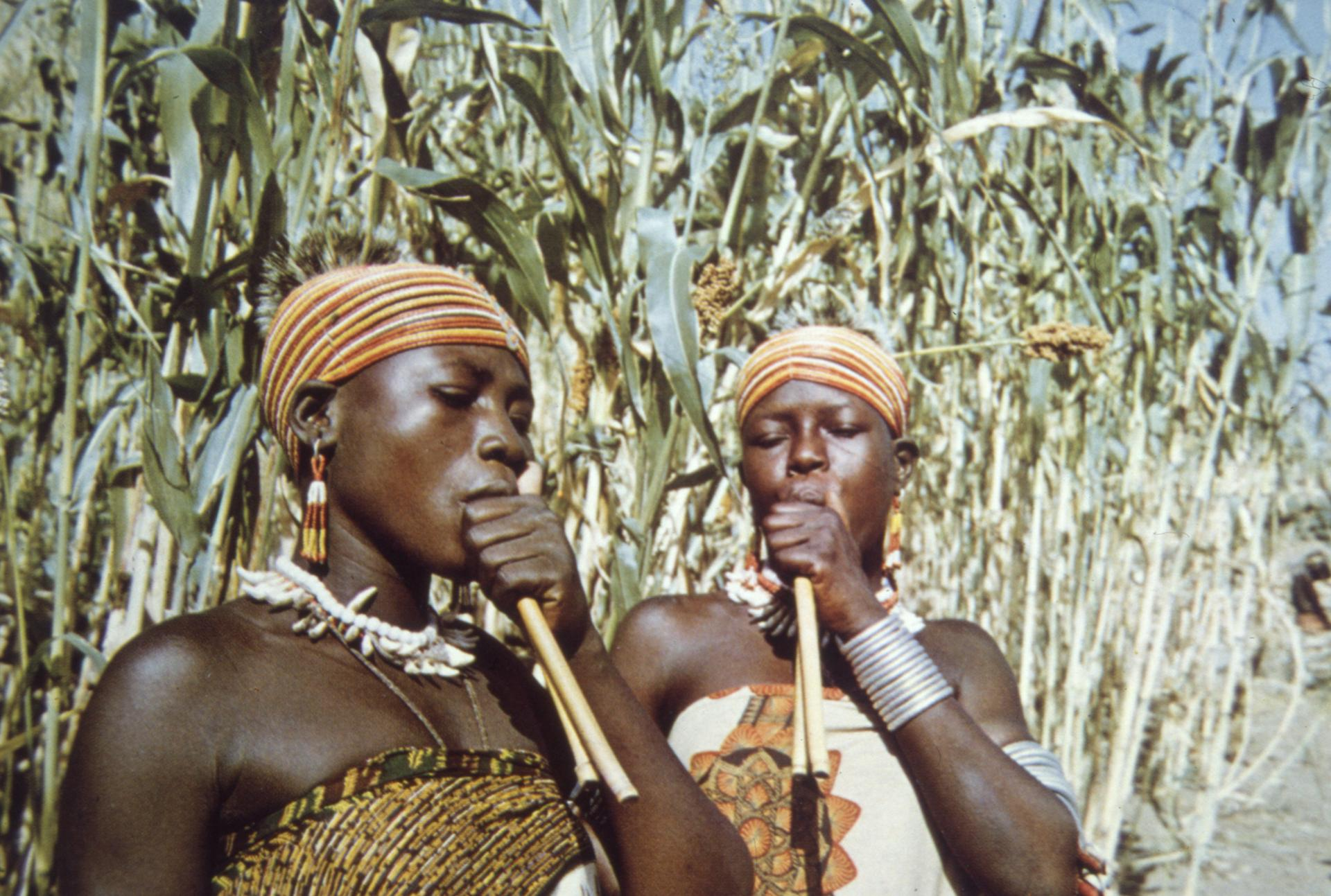
Jeunes femmes Pdoko d'Oudjila jouant de la musique sur des pipeaux fabriqués à partir de tiges de mil.

Le village Oudjila est un site touristique situé dans le département du Mayo-Sava, en altitude et à quelques encablures de la ville de Mora. Les habitants sont majoritairement Podoko.

## Le festival culturel Podoko:Hamava
Ce festival culturel a lieu tous les deux ans. Il a pour objectifs d’exposer le patrimoine et valeurs culturelles Podoko pour mieux l’identifier et le sauvegarder. De promouvoir les Arts et les Lettres Podoko, de promouvoir le développement économique et social des Podoko par des exposés théoriques sur le micro-financement dans les domaines agricoles touristiques… de sensibiliser aux fléaux tels que le SIDA, le Choléra et le paludisme et de renforcer l’unité au sein des Podoko.
Les Podoko, répartis sur l’ensemble du territoire national, et souvent définitivement installés dans les régions de la Bénoué et du Mayo-Rey, devraient trouver en ce festival, l’occasion de retourner dans leur niche écologique historique pour communier avec l’ensemble du peuple Podoko.
L’objectif de ce festival devait aussi sensibiliser les Podoko sur les enjeux actuels de la société moderne et de célébrer leur culture afin de la pérenniser en face de l’influence modernité et de préserver leurs valeurs. Le défi de cette organisation consiste à mobiliser les 66 000 Podoko de tous le pays et même de l’étranger autour de cette ambition culturelle.